# الاتحاد الدولي لعلم الأدوية الرئيسة والسريرية
الاتحاد الدولي لعلم الأدوية الرئيسة والسريرية هي جمعية تطوعية غير ربحية تمثل المهتمين من العلماء في المجالات المتعلقة بعلم الصيدلة من أجل توفير الأدوية عن طريق التعليم والبحوث العالمية والشاملة حول العالم.

## روابط خارجية
- International Union of Basic and Clinical Pharmacology (IUPHAR)
- The Guide to Pharmacology
- The IUPHAR/BPS Guide to PHARMACOLOGY
- NC-IUPHAR Nomenclature Guidelines
- The 17th World Congress of Basic and Clinical Pharmacology
- Pharmacology for Africa Initiative (PharfA)